# Bandera de Grado
La  bandera de Grado, en el Principado de Asturias (España) está dividida diagonalmente, desde la parte inferior al asta hacia la parte superior al batiente. La parte superior es azul, y la parte inferior es blanca. En el centro de la bandera muestra un mapa del concejo, en color rojo, sobre el que lleva el Escudo de Grado.
Recientemente se ha venido utilizando una versión con el mapa de color gris y bordes rojos. Al no existir reglamentación al respecto, todo parece indicar que el cambio de color del mapa se debe a una decisión del fabricante o de alguna otra persona encargada de su confección, que consideraron que el escudo destacaba mejor sobre paño gris que sobre paño rojo.
En cualquier caso, el reducido tamaño del escudo dentro del mapa sigue haciendo difícil su distinción. 
Existe cierta demanda popular por definir mejor, y de manera reglamentaria, tan importante símbolo municipal.
- Datos: Q5718559